# 엠팔
엠팔(EMPAL)은 1988년에 생긴 사설 BBS이다.

## 역사
엠팔 BBS가 만들어지기 이전에 ‘엠팔’이란 이름은 전자메일(e-mail)과 ‘펜팔’의 합성어로 PC통신을 하는 사람을 부르는 말이었지만, 엠팔 BBS가 활성화된 이후 특정 네트워크를 지칭하는 고유명사가 되었다.
1989년, 데이콤에서 서비스하던 한-메일(H-Mail)에서 커밋(kermit) 프로토콜을 차단한, 이른바 ‘개구리 사건’이 일어나면서 한-메일 이용자들이 엠팔로 이동하면서 활성화되었다.
초창기 멤버 중 컴퓨터 전문가들을 중심으로 ‘초이스’라는 동호회가 생겼다.

## 참고 문헌
- 엠팔(EMPAL)초이스 .. 국내 첫 PC동호회 — 한국경제 (2001-02-19)
- 컴퓨터로 맺어진 ‘엠팔’ 친구들 — KBS 요즘 사람들 (1989-08-24)
- 초기 PC 문화, 해킹/해커, 공개 소프트웨어, 정보기술의 발전과 해킹 등에 관한 인터뷰[깨진 링크(과거 내용 찾기)]